# Desmond Tutu
Desmond Mpilo Tutu (7. října 1931, Klerksdorp – 26. prosince 2021, Kapské Město) byl jihoafrický anglikánský arcibiskup, teolog, bojovník proti apartheidu a za lidská práva. Roku 1960 byl ordinován ke kněžské službě v Anglikánské církvi. Od roku 1962 studoval teologii ve Spojeném království. Po návratu do vlasti působil na Univerzitě Botswany, Lesotha a Svazijska. Po dalším pobytu ve Velké Británii sloužil jako děkan katedrály svaté Marie v Johannesburgu a poté mezi roky 1976 až 1978 jako biskup v Lesothu.
V létech 1978 až 1985 Tutu působil jako generální tajemník Jihoafrické rady církví. Projevil se jako jeden z nejvýznamnějších odpůrců jihoafrického systému apartheidu, rasové diskriminace a vlády bílé menšiny.
V roce 1984 se stal druhým Jihoafričanem, který obdržel Nobelovu cenu míru. V letech 1985–1986 byl biskupem v Johannesburgu a poté v letech 1986–1996 arcibiskupem v Kapském Městě.
V listopadu 2008 zahájil celosvětovou kampaň proti lovu velryb, kterou podporuje Mezinárodní fond na ochranu zvířat (IFAW) nebo herec Pierce Brosnan a jejímž cílem je úplný zákaz lovu velryb.
Roku 2010 odešel z veřejného života.

## Knihy vydané ve slovenštině
- Niet budúcnosti bez odpustenia (No Future without Forgiveness). [s.l.]: Serafín, 2005. 298 s. ISBN 80-8081-036-2.
- Africké modlitby (An African Prayerbook). [s.l.]: Serafín, 2005. 178 s. ISBN 80-8081-029-X.
- Vízia nádeje (God Has a Dream: A Vision of Hope for Our Time). [s.l.]: Serafín, 2006. 112 s. ISBN 80-8081-043-5.
- Kniha Odpustenia (The Book of Forgiving: The Fourfold Path for Healing Ourselves and Our World). [s.l.]: Aktuell, 2015. 224 s. ISBN 978-80-8172-008-6.

## Vyznamenání
- Prezidentská medaile svobody – USA, 12. srpna 2009
- člen Řádu společníků cti – Spojené království, 30. listopadu 2015
- velkodůstojník Řádu čestné legie – Francie
- čestný člen Řádu Jamajky – Jamajka[5]
- velkokříž Řádu dobré naděje – Jihoafrická republika
- velkokříž Záslužného řádu Spolkové republiky Německo – Německo
- komtur Řádu Oranžsko-nasavského – Nizozemsko
- velkokříž Řádu Vasco Núñeze de Balboa – Panama